# Gobernador Virasoro
Gobernador Agr. Valentín Virasoro is een plaats in het Argentijnse bestuurlijke gebied Santo Tomé in de provincie Corrientes. De plaats telt 28.756 inwoners.